# 看護

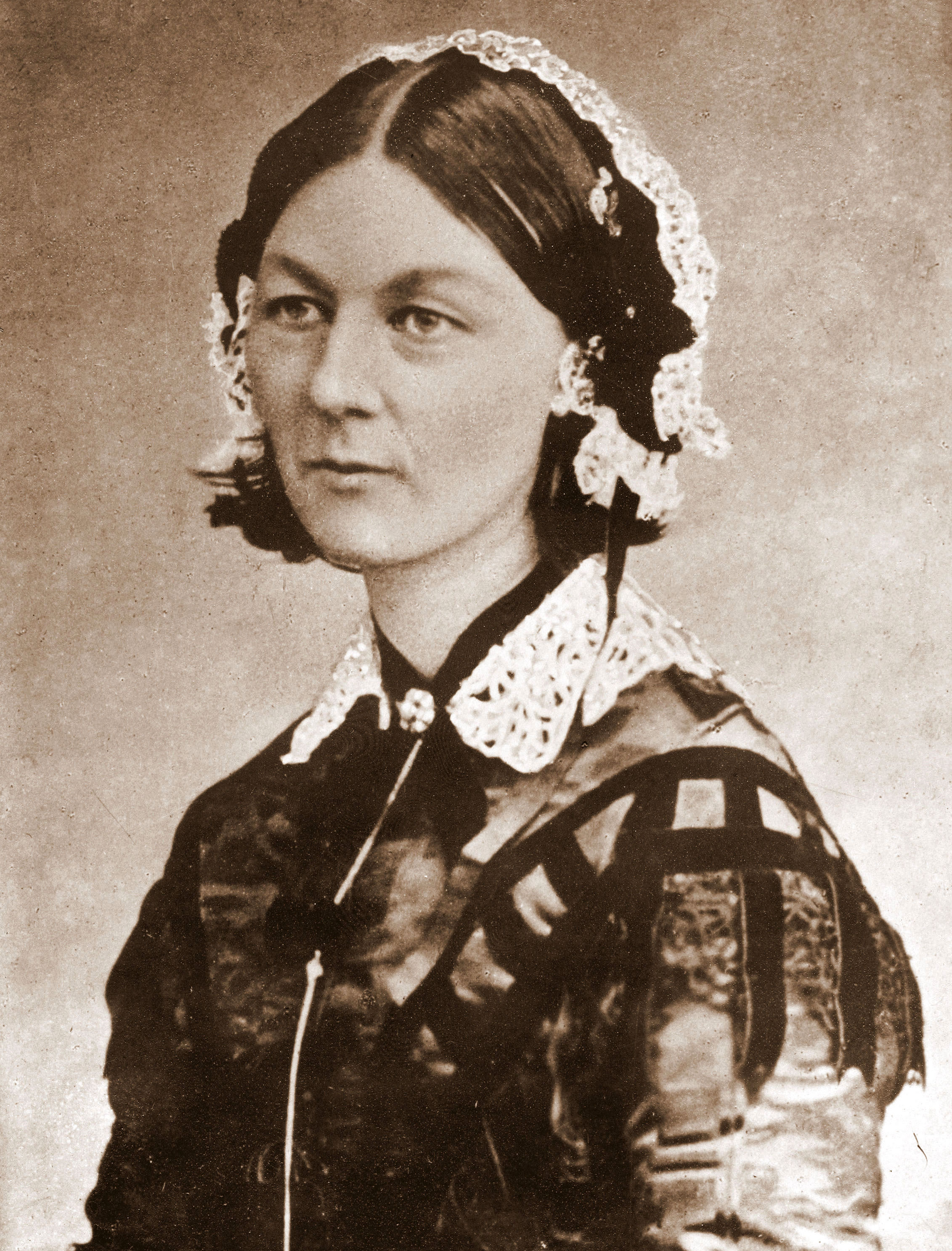
フローレンス・ナイチンゲールは現代看護の基礎を作った。フローレンスがクリミア戦争に従軍するまで、看護師の制服は作られてこなかった。看護の理論と教育はフローレンスにより初めて定義された

看護（かんご、英: Nursing）は、個人や家族、地域社会が最大限の健康を取り戻し、できる限り質の高い生活ができることを目的とした支援的活動である。職業人である看護師の行う実践を指す場合が多いが、患者の家族などが病気や障害などを理由に生活上の困難を抱えている患者などに対し、日常生活における世話や情緒的に支えることなどを含むこともある。
看護を職業として実践しているのは看護師（かんごし、Nurse）であり、疾病者や褥婦（じょくふ、＝出産後の女性）などの療養上の世話または診療の補助などをすることを業とする人のことである。コ・メディカルに分類される。看護師を育成する教育は看護教育である。
看護を学問的に支えるのが看護学であり、他の成熟した学問分野と同様、医学や哲学など他の学問領域の知見や、各国の世界観・価値観のような文化的な背景を踏まえ、人のよりよい生に関わっていくための知識や技術、さまざまな理論を発展させてきた。こうした看護理論やその他の知見は実際の看護の根拠や基盤となり、その発展に寄与している。
看護は他の医療職種の活動に比べ、対象者の個別の疾患や機能とその回復に関心を持つだけでなく、人の生き死にや生き方、個人を取り巻く家族や環境など全人的な視野と関心をもって行われる点に特徴がある。

## 理論と過程
看護師が行う看護とは、看護学および医学などの近接した学問領域の専門的知識や技術も活用しながら対象者の状態を把握・事前評価し、問題点や介入のポイントを診断し、対象者の個別性に合わせた介入方法を看護計画として立案し、実際のその計画を実施し、その実施内容を評価しながら計画を改善を行うといった一連の看護過程を展開させながら、その時の対象者にとって最も健康的で質の高い生活を送れるように援助することを指す。
病院で入院患者に対し、提供される看護は、24時間継続して提供できるよう、複数の看護師が交代で行うことが一般的である。そのほか病院や診療所の外来部門、各種健康診断、訪問看護といった保健医療サービスや、また特別養護老人ホームなどの福祉サービスなど、広範な場面で看護は提供されている。
国際看護師協会（ICN: International Council of Nurses）は、「ICN看護師の倫理綱領」の中で看護師には以下の4つの基本的責任があるとしている。
- 健康の増進
- 疾病の予防
- 健康の回復
- 苦痛の緩和[注 2]

看護師は、医師・歯科医師の指示のもとに、検査・治療・処置・与薬などの治療活動における患者援助にたずさわり、また様々なケア（患者の身の回りの世話をはじめとして生活へのさまざまな援助）にたずさわっている。

## 訓練

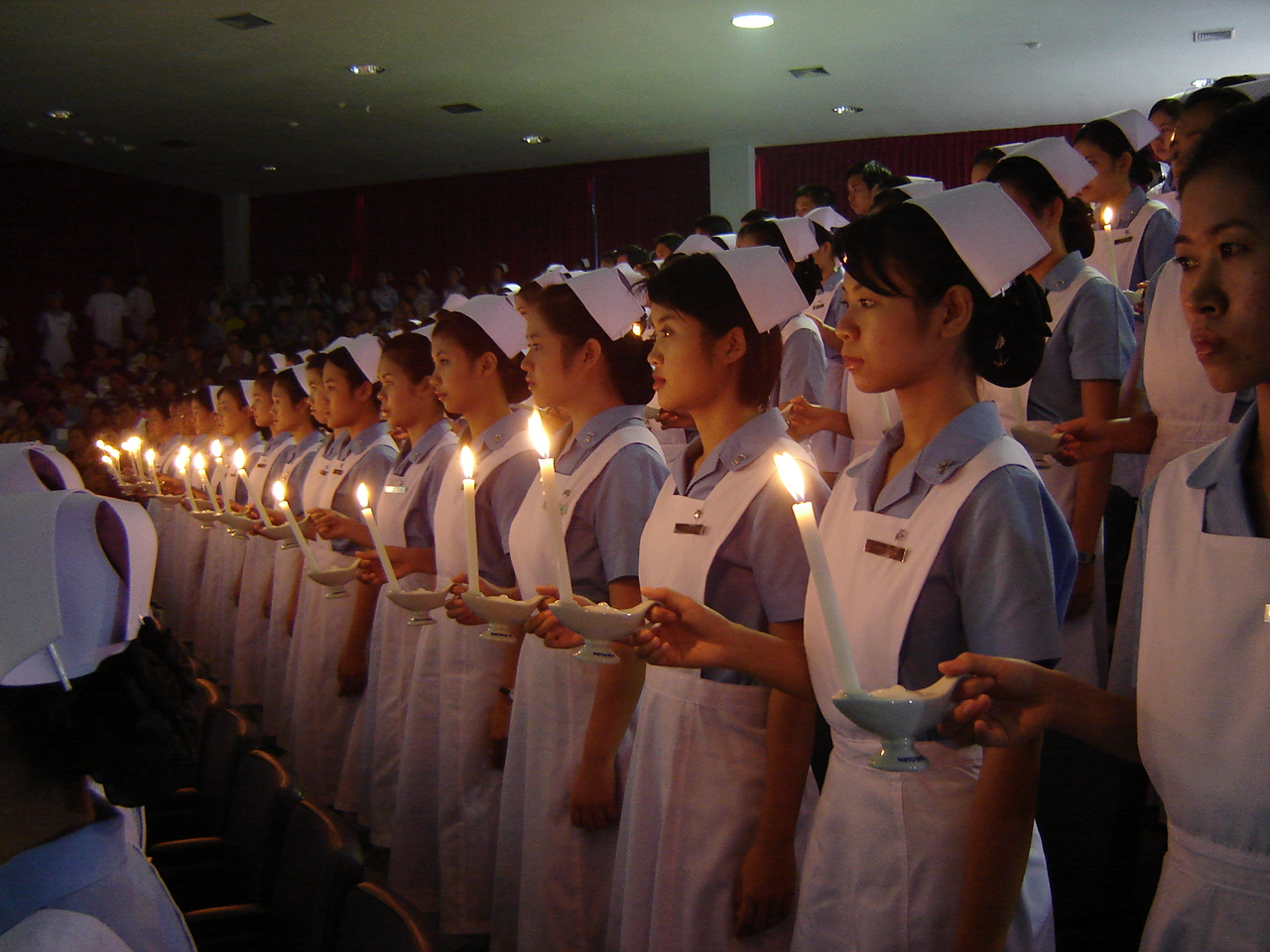
戴帽式

現代では、専門職である看護師の業務を行うためには、多くの国でその国が定めた看護専門学校や看護大学等の看護師養成課程における基礎看護教育を受けた上で国家試験などの資格試験に合格し、看護師免許を有している必要がある。

## 職業として

### 組織
職能団体として以下が存在する。
- 国際看護師協会（ICN: International Council of Nurses）
  - 日本看護協会

### 男女比

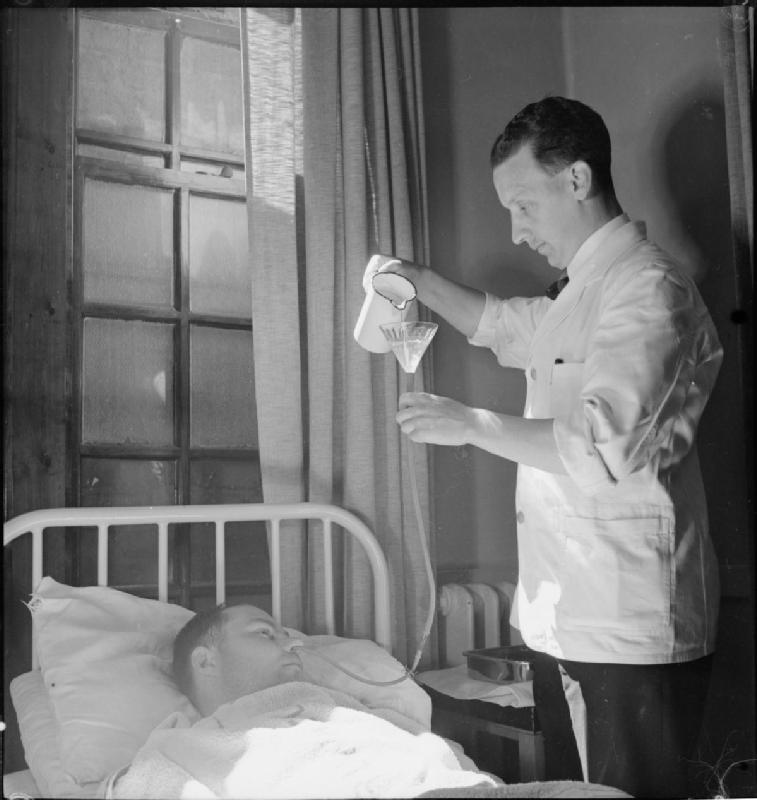
男性看護師（1943年）

多くの国において、看護は女性が多数を占める職業である。2011年の調査では、米国の全看護師の91％が女性で、9％が男性であった。雇用機会均等法に関わらず、女性のほうが多数であるが、男性看護師は平均的により多くの賃金を受け取っており、男性看護師は年間平均60,700ドル、女性看護師は年間平均51,100ドルであった。 米国においては麻酔看護師（Certified Registered Nurse Anesthetist）の男女比が最も均等に近く、全体の41％を男性看護師が占めた。このような男女比率は差はあれど、多くの国で見られる。特筆的な例外は、フランス領土アフリカベナン、ブルキナファソ、カメルーン、チャド、コンゴ、コートジボワール、コンゴ民主共和国、ジブチ、ギニア、ガボン、マリ、モーリタニア、ニジェール、ルワンダ、セネガル、トーゴであり、これらは男性看護師のほうが女性よりも多い。欧州ではスペイン、ポルトガル、チェコスロバキアが、男性比率20%越えである。米国では1980年代から2000年代にかけて、男性の登録看護師(RN)の数は倍増した。

### 制服

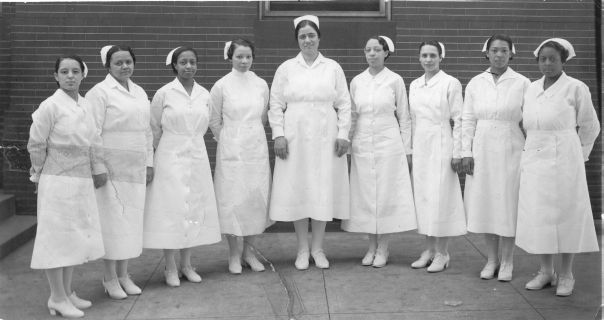
看護師ら（米国、1930年ころ）

かつては、ナースキャップ、衣裳、靴、靴下、ストッキングなどは、すべて白色のものを着用することが多かったため、「白衣の天使」と呼ばれた。
しかし、2002年の看護婦から看護師への改称とほぼ同時期に、ナースキャップの使用を取りやめ、白以外の衣装、黒や紺のハイソックス、膝サポーター（ファッション用）も着用する医療機関も増えてきた。施設によっては、緊張を緩和させるために、小児病棟で子供に人気のキャラクター柄や、手術室などで花柄などの服を着ている場合もある。このため、看護師＝白衣の天使という概念は薄れつつある。
また、ナースキャップはのり付けされているため、のりを栄養としてMRSAなど菌が繁殖しやすく、院内感染を防ぐために、勤務中の看護師にナースキャップを着用させる医療機関は無くなった。

## 各国の看護

### 日本
日本において看護に関わる資格は4つあり、保健師、助産師、看護師、准看護師である。

### 英国
英国にて法的な認可看護師となるには、看護助産師審議会（en:Nursing and Midwifery Council、NMC）の認証を受けなければならない。1997年のthe Nurses, Midwives and Health Visitors Act法により、認可看護師（"Registered Nurse"）資格はこの審議会の規制を通過した者のみが使用できる。

### 米国
一般資格はRNと呼ばれる。またナース・プラクティショナーがあり、麻酔看護師資格者は毎年3,400万の麻酔手技を行っている。アメリカの場合州別に審査がある。

### フィリピン
フィリピンでは、医師が看護師の資格を取り海外で出稼ぎすることもある。同国の看護教育は英語で提供されるため、毎年2万人の看護教育を受けた看護師がフィリピン国外（主に英語圏）で働いている。

### シンガポール
シンガポールで正看護師（Registered Nurse)になるためには、看護の学位（Bachelor of Nursing)が必要である。

## 看護の発展に寄与した人物
- フローレンス・ナイチンゲール - 近代看護の生みの親。彼女の実名、代名詞である「ナイチンゲール」、「白衣の天使」は看護師の代名詞ともなっている。
- ヴァージニア・ヘンダーソン - 看護教育の指導者として知られている。
- ドロセア・オレム - セルフケア不足看護理論の開発者。
- 高木兼寛 (1849-1920) - 医学者・医学教育者・海軍軍医総監。脚気撲滅・ビタミン発見の功労者として知られる。英国留学中に看護の重要性を認識し、日本初の看護学校を創設。
- 吉田とめ（en:Tome Yoshida） (1876-1963) - 明治期の日本の看護教育の礎を築いた。
- 新島八重 (1845-1932) - 日露戦争において、日本初の従軍看護婦のリーダーとして活躍。新島襄の妻。

## 看護師を扱った作品（小説、漫画、映像作品）
主人公が看護師である作品に絞る

### TVドラマ
- 『看護婦アカデミー』
- 『レモンの天使』
- 『熱っぽいの!』
- 『ナースのお仕事』
- 『ナースマン』
- 『Ns'あおい』
- 『ちゅらさん』
- 『ありがとう』
- 『暖流』
- 『いじわる看護婦』
- 『東京大空襲』
- 『いのちの現場から』
- 『飛んで火に入る春の嫁』
- 『白衣のふたり』
- 『看護婦日記』
- 『腕まくり看護婦物語』
- 『GM〜踊れドクター』
- 『救命病棟24時』
- 『ナースステーション』
- 『小児病棟』
- 『奇跡のホスピス〜人生の"わすれもの"ってなんですか?〜』
- 『ナース・ジャッキー』
- 『企業病棟』
- 『まっしろ』
- 『いつまでも白い羽根』
- 『白衣の戦士!』
- 『愛染かつら』

### 漫画
- 『おたんこナース』
- 『白衣な彼女』
- 『天使のお仕事』
- 『天使のたまご』
- 『いじわる看護婦』
- 『キャンディ・キャンディ』
- 『Ns'あおい』
- 『ナースエンジェルりりかSOS』
- 『イタズラなKiss』
- 『ナース・ステーション』
- 『病院のないしょ』

### 映画
- 『ナースのお仕事 ザ・ムービー』
- 『ナースコール』
- 『暖流』
- 『あなたになら言える秘密のこと』
- 『愛国の花』
- 『看護婦のオヤジがんばる』
- 『時の輝き』
- 『愛染かつら』

### 小説
- 小林光恵の作品 『おたんこナース』など多数 →作品リスト
- 『ヒルクレストの娘たち』
- 『愛染かつら』